# FK Jezero Plav
FK Jezero Plav (celým názvem Fudbalski klub Jezero Plav, cyrilicí Фудбалски клуб Језеро Плав) je fotbalový klub z Černé Hory, z města Plav. Založen byl roku 1948 (rok založení je i v klubovém logu). Domácím hřištěm je stadion pod Racinom s kapacitou 5 000 míst. Klubové barvy jsou modrá a bílá.
Hraje černohorskou druhou ligu (Druga crnogorska fudbalska liga).